# Leonora Kastiljska († 1244.)
Infanta Doña Leonora Kastiljska (špa. Leonor de Castilla, arag. Alionor de Castiella) († 1244.) bila je kći kralja Alfonsa VIII. Kastiljskog i Eleonore Engleske, sestra Urake i Blanke te teta Ferdinanda III. Kastiljskog i Luja IX. Moguće je da je rođena 1202. godine.
Dana 6. veljače 1221. Leonora se u Ágredi udala za Jakova I. Aragonskog, kojem je 1228. rodila Alfonsa, koji je postao muž Konstance de Béarn. Leonora se udala po savjetu svoje sestre Berengarije, a u trenutku vjenčanja Jakov je imao samo 14 godina. Brak im je poništen 1229. od strane pape Grgura IX. zbog bliskog krvnog srodstva te je Leonora postala redovnica. Jakov joj je dao da sina povede sa sobom. Umrla je u samostanu svete Marije u Burgosu, gdje je umrla i Berengarija, i gdje su obje pokopane.